# Harald Jährling
Harald Jährling (Burg, 20 giugno 1954 – Klötze, 18 maggio 2023) è stato un canottiere tedesco, bi-campione olimpico nel due con di canottaggio ai Giochi olimpici di Montréal 1976 e Mosca 1980.

## Palmarès
| Anno | Manifestazione  | Sede     | Evento  | Risultato |
| ---- | --------------- | -------- | ------- | --------- |
| 1976 | Giochi olimpici | Montréal | Due con | Oro       |
| 1980 | Giochi olimpici | Mosca    | Due con | Oro       |